# Blaa
Blaa (phát âm: /blɑː/), hoặc Blaa Waterford, là một loại bánh mì ổ nhỏ màu trắng, có nguồn gốc xuất xứ từ Waterford, Ireland. Chúng hiện được sản xuất tại Waterford và South County Kilkenny.

## Mô tả
Blaa có 2 loại: "mềm" và "giòn". Blaa mềm có vị hơi ngọt của mạch nha, nhẹ nhưng chắc, tan trong miệng. Khi cắn miếng blaa giòn đầu tiên, sau đó nhai với vị mạch nha tinh tế và dư vị đắng dễ chịu từ lớp vỏ sẫm màu được chế biến kỹ.
Blaa đôi khi bị nhầm lẫn với một loại bánh tương tự được gọi là bap; tuy nhiên, blaa có hình vuông, mềm hơn và bột nhão hơn, và được nhận biết rõ ràng nhất qua bột mì trắng được rắc lên trước khi nướng.

## Tiêu dùng
Được sử dụng trong bữa sáng với bơ, chúng cũng được ăn vào những thời điểm khác nhau trong ngày với nhiều loại nhân khác nhau (bao gồm cả loại thịt ăn trưa chế biến sẵn, thường được gọi là "red lead"). Breakfast blaa (bao gồm trứng, thịt lợn muối xông khói và xúc xích) phổ biến hơn breakfast roll ở Waterford.
Có tổng cộng 12.000 chiếc blaa được bán ra mỗi ngày bởi bốn tiệm bánh còn lại: Walsh's Bakehouse, Kilmacow Bakery, Barron's Bakery & Coffee House và Hickey's Bakery. Trong số bốn tiệm bánh còn lại, chỉ có hai tiệm còn lại ở Waterford. Blaa nhanh chóng mất đi độ tươi ngon, vậy bạn nên thưởng thức trong vòng vài giờ sau khi mua.

## Lịch sử ra đời
Một số nguồn tin cho rằng blaa được du nhập vào Waterford vào cuối thế kỷ 17 bởi tín hữu Huguenot. Truyền thuyết này gây tranh cãi vì mặc dù bột mì tồn tại vào thế kỷ 17, nó không được sử dụng rộng rãi cho đến khi được sản xuất hàng loạt trong cuộc cách mạng công nghiệp.

## Giải thưởng
Vào ngày 19 tháng 11 năm 2013, Blaa Waterford đã được khối Liên Âu trao tặng giải thưởng Đặc sản truyền thống và chỉ định địa phương của Liên Âu.